# Маслово (Удомельский район)
Ма́слово — деревня в Удомельском районе Тверской области. 
Находится в 22 км (по прямой) к северо-западу от города Удомля на берегу озера Устьим (Ульстим, Спасское). От села Котлован — 3 км. Рядом деревня Овсяниково.

## История
В 1859 году в списке населенных мест Тверской губернии значится владельческая деревня Маслово при озере Ульстиме, 9 дворов, 66 жителей.
Во второй половине XIX — начале XX века деревня Маслово относилась к Кузьминской волости Вышневолоцкого уезда Тверской губернии. Она входила в приход церкви соседнего Спасского погоста (Спас-Ульстимо). В 1886 году в деревне 17 дворов, 107 жителей.
В 1960-е годы деревня входила в Старорядский сельсовет Удомельского района Калининской области.
В советское время Маслово — центральная усадьба колхоза «Россия». В деревне контора СПК «Бережок» (бывший колхоз «Россия»).
С 2005 по 2015 год входила в состав Котлованского сельского поселения.

## Население
| 1859 | 2002 | 2010 |
| ---- | ---- | ---- |
| 66   | ↘65  | ↘63  |

## Достопримечательности
- Церковь Преображения Господня (построена в 1867 году)[5], погост Спас-Ульстимо, в полукилометре от деревни.